# Juan Pedro Pina Martínez
Juan Pedro Pina Martínez (Múrcia, 29 de juny de 1985) és un futbolista murcià, que ocupa la posició de defensa. Ha estat internacional amb les seleccions espanyoles a les categories sub-15 i sub-16.

## Trajectòria
En època juvenil recala a les files de l'Atlètic de Madrid, però prompte retorna a les categories inferiors del Reial Múrcia CF. Entre 2004 i 2008 milita al filial murcià, i la temporada 07/08, hi debuta a la màxima categoria amb el primer equip, tot disputant tres partits.
No té continuïtat a l'equip pimentoner i el 2008 fitxa per un club de la regió murciana, el Sangonera Atlético.
Actualment milita a l'equip de futbol d'Alcoi (l'alcoià)